# Omar Parada (director de cine)
Omar Parada (Montevideo, Uruguay, 1 de febrero de 1922-ibidem, 14 de marzo de 1987) fue un director de cine, guionista y montajista uruguayo.

## Biografía
Omar Gregorio Parada fue integrante, en varias ocasiones, del Consejo Administrativo de Cine universitario del Uruguay (Director ejecutivo: 1972-1973 y 1974-1975). Fue presidente de la Asociación Estudiantil del Liceo Francisco Bauzá (1940). Miembro fundador del Grupo de Cine Montevideo. Promovió el desarrollo de los cineclubes en Uruguay y en la Argentina. En 1971 participó en el “Primer Encuentro Nacional de Gente de Cine”, organizado por la Cinemateca Uruguaya.
Participó, en el año 1972, en la exhibición de filmes uruguayos organizado por el Centro dos Cineclubes de São Paulo (Brasil) con la colaboración de Cine Universitario del Uruguay y del Museu de Arte de São Paulo Assis Chateaubriand. En Buenos Aires colaboró en la organización y programación del “Cine Club Amigos de Cinemateca” (1979-1981) de la Fundación Cinemateca Argentina, en su sede de la Sociedad Hebraica Argentina (SHA), cuando la Fundación estaba dirigida por Guillermo Fernández Jurado.
Como director de cortos y mediometrajes perteneció a la generación de cineastas uruguayos del período 1950-1970. Formó parte del movimiento de intelectuales vinculados al cine uruguayo político durante los años previos al Golpe de Estado en Uruguay de 1973 (1973-1985). Dentro del ámbito del Cine Universitario del Uruguay se vinculó con el crítico cinematográfico Homero Alsina Thevenet (1922-2005), con el dibujante Hermenegildo Sabat y con los cineastas Walter Dassori Barthet, Miguel Castro Grimberg y Juan Carlos Rodríguez Castro, entre otros muchos realizadores uruguayos. A comienzos de la década de 1950 fue miembro del personal de la prestigiosa revista uruguaya "Film", dirigida por H. Alsina Thevenet. Trabajó con los fotógrafos de cine Héctor Mario Tramútolo y Abraham Rabinovich. 
Su mediometraje Tal vez mañana (1966) participó en el histórico “Quinto Festival de Cine de Viña del Mar” Primer Festival de Cine Latinoamericano en 1967, promovido por el cineasta chileno Aldo Francia (1923-1996). El film también aparece mencionado en dicho Festival en la obra de Marcia Orell García. A fines de la década de 1960 trabajó en el Instituto Cinematográfico de la Universidad de la República (ICUR, Uruguay), creado por Rodolfo V. Tálice (1899-1999) en 1950 como un proyecto para promover el cine cultural, científico y documental uruguayo.
En noviembre de 2013 se recordó y difundió parte de la obra cinematográfica de Omar Parada y de otros directores de América Latina, en la III Cumbre de Arte Latinoamericana "Laberintos del Arte": Arte y Cine, realizada en el Museo Karura Art Centre (MKAC) de España (Vigo).
Recientemente, la banda de heavy metal Cimarrón (Salto, Uruguay) fundada en 1988 por César  García y Álvaro Castañé (voz y bajo), empleó las imágenes de La mirada de "Los últimos charrúas" (1954) en la edición de una canción de este grupo editada en YouTube, con motivo de la matanza de Salsipuedes contra ese pueblo aborigen originario (charrúas) del Uruguay.
La mayoría de sus cortos se encuentran depositados en la Cinemateca Uruguaya. En diciembre de 2013, una copia del archivo de Omar G. Parada fue donada a dicha Cinemateca.

## Trayectoria cinematográfica
Omar Gregorio Parada se formó cinematográficamente en el ámbito amateur y semiprofesional que caracterizó al cine uruguayo durante el siglo XX. Los cineastas uruguayos carecieron de una industria del cine como la que se desarrolló en la Argentina y en el Brasil. Los realizadores debieron apelar a sus modestas iniciativas presupuestarias y a su creatividad para lograr instrumentar el rodaje de una diversa y heterogénea cantidad de cortos y mediometrajes. 
La obra de Parada se inscribe, como en la mayoría de sus contemporáneos, dentro de estas características estructurales. 
En 1951 se inicia en el cine con el guion "Montevideo, radiografía estival". Se trata de un texto, no filmado, para un documental artístico sobre dicha ciudad. Posteriormente, en 1952, lleva a cabo el proceso de montaje del corto "Avenida 18 de Julio", realizado por un equipo de Cine Universitario del Uruguay para el departamento de 'Cinematografía Escolar' de Instrucción Primaria (1952).
Su primera prueba fílmica es El perro oriental o El sueño de la orientala (1950-51, inédito hasta 2013). Consiste en un corto de estructura surrealista y elementos oníricos, con pocos antecedentes para el Uruguay de la época y que, además, resulta un homenaje y una parodia al surrealismo de comienzos del siglo XX. Su segundo corto como director, Un feriado (1951), filmada en rápidos primeros planos, narra los preparativos de una joven ante un día festivo. En el film ya aparecen algunos de los temas de este autor: la vida cotidiana y los espacios urbanos de Montevideo. 
En 1952 realiza El Miguelete (Cara y cruz de un arroyo). Se trata de uno de los primeros documentales uruguayos en donde se denuncia el problema de la contaminación hídrica. La película describe la trayectoria de una flor desde la vertiente pura del arroyo Miguelete (Departamento de Montevideo) hasta su desembocadura entre basurales y aguas corrompidas. Es un corto con un fuerte y temprano llamado a la concienciación de la ecología en el Uruguay. En el momento de su estreno, el crítico Antonio J. Grompone comentó: "en la categoría documental, resultó premiado un trabajo de paciente y esmerada construcción. Este film ha sabido circunscribirse a un plan de filmación y cumple rigurosamente su visión del tema... La fotografía reúne imágenes de positiva belleza... El Miguelete en un buen trabajo y un ejemplo de disciplina expositiva para el género documental".
Su tercera película, Tema de enfermedad y muerte, del año 1953, se encuadra en la ficción. Si bien el tema es aparentemente sencillo (la agonía y muerte de un hombre que evoca sus días felices), esta temática sirve como soporte narrativo para experimentar en el cruce y la articulación de varias esferas temporales. En el período 1961-1962 realiza varios guiones para la convocatoria organizada por la Comisión Nacional de Turismo, entre ellos se destaca el guion de Piedra eterna. De este último corto solo se conservan algunos minutos de rodaje sin editar. En ese período colabora en los guiones, animación y montaje de varios filmes para el programa televisivo “Cinema TV” (1960-1961).
De "Piedra eterna" se conservan unos fragmentos que recientemente fueron editados bajo el título La mirada de "Los últimos charrúas". Dichos fragmentos constituyen una serie de primeros planos del monumento "Los últimos charrúas" (en bronce y basamento de granito rosado) ubicado en el Prado (Montevideo, Uruguay) sobre la Av. Delmira Agustini. La obra representa un homenaje a los últimos charrúas que sobrevivieron al exterminio y matanza del general Fructuoso Rivera en Salsipuedes (1831).
Su último mediometraje completo obtuvo el premio a la mejor película uruguaya de 1966: Tal vez mañana. Consiste en un nuevo film de denuncia, pero en este caso, contra la violencia y el posible advenimiento de una guerra nuclear y el estallido de una bomba atómica. Es una película que oscila entre la realidad y el umbral de la ciencia ficción, un género hasta esa fecha muy poco explotado en la cinematografía local. Son sugestivas las escenas en las cuales aparece la ciudad de Montevideo totalmente desierta y deshabitada. Sobre este film, en una reseña reciente titulada 'Cuando la guerra atómica acabó con Montevideo', se ha afirmado: "en 'Tal vez mañana' no hay grandes efectos especiales y se demuestra que la ciencia ficción, incluso en el cine, puede prescindir de grandes presupuestos sin que ello redunde en un empobrecimiento de la historia. Este trabajo también nos enseña cómo podemos hacer ciencia ficción desde Latinoamérica sin necesidad de clonar lo que es producido en Estados Unidos o Europa".
De la película Montevideo hoy (1968-1972), solo restan algunos fragmentos a modo de sinopsis o prueba de rodaje previa. Manuel Martínez Carril, quien fuera director honorífico de la Cinemateca Uruguaya, menciona este corto en el carácter de encargado de la organización de su producción.
El film, prácticamente terminado, fue incautado por la dictadura militar (1973-1985) cuando intervino el ICUR. Esta obra de Parada era el proyecto con mayores recursos técnicos y económicos que había encarado hasta la fecha. Vista por pocas personas, "Montevideo hoy" era un documental que representaba la convulsionada realidad social y política del Uruguay de entonces. Los militares, al parecer, tomaron algunas de sus imágenes para publicitar su dictadura. La película aun hoy está desaparecida. (Una situación similar a la que aconteció con el film "Ay Uruguay", 1971-1972). El primer título de esta película fue "Montevideo hoy", pero tanto Omar Parada como Walter Dassori pensaban titularla Montevideo ROU. Se conoce una breve descripción de la escena final gracias a testimonios orales: una gran marcha de trabajadores avanzando por una avenida de Montevideo y, lentamente, bajo un ruido ensordecedor de ametralladoras, la cámara, en un suave travelling, enfoca el cielo. 
En cuanto al lenguaje cinematográfico, el cine de Parada se caracterizó por los primeros planos y por un montaje vertiginoso. Una característica a la cual recurrieron muchos directores uruguayos como una herramienta creativa para subsanar los escasos recursos de producción. Aunque Omar Parada participó del heterogéneo movimiento del cine político uruguayo, especialmente con "Montevideo hoy" (o "Montevideo ROU"), su cine se centró en temáticas universales: la vida y la muerte, los grandes espacios ciudadanos escenificados por Montevideo, el cuidado del medio ambiente, y la lucha contra la violencia y la guerra.

## Premios
- "Montevideo, radiografía estival" – Mención especial y medalla en el 'Primer Concurso de Guiones Cinematográficos' organizado por el Cine Club del Uruguay en 1951.
- "Miguelete" – Primer premio "Documental" en el 4º Concurso del Cine Club del Uruguay en 1952.
- Tema de enfermedad y muerte" – Gran Premio Kodak Uruguaya en el 1º Concurso Nacional organizado por el Cine Universitario del Uruguay en 1953.
- "Piedra eterna" – Mención en el “Concurso de Ideas para Cine” organizado por la Comisión Nacional de Turismo en 1961.
- "Tal vez mañana" – Premio de la Asociación de Críticos Cinematográficos del Uruguay: mejor película uruguaya de 1966.

## Libros y monografías
El cine en el Uruguay / Omar G. Parada. 1972. [Manuscrito inédito].
Hitch Hitchcock: un estudio. Selección de textos, Omar G. Parada; diseño gráfico María Luisa Dubini. Montevideo: Cine Universitario del Uruguay, 1975.
El nuevo cine norteamericano / Jorge Abbondanza. Colaboraron: Jaime Costa, Omar G. Parada y Omar de los Santos. [Presentación de: Omar G. Parada]. Montevideo: Cine Universitario del Uruguay, 1975.
Vanguardias y aproximaciones (Temas de cine) / Omar G. Parada. 1981-1982. [Manuscrito inédito].

## Filmografía

### Director (guion y montaje)
- El perro oriental o El sueño de la orientala (1950-51)
- Un feriado (1951)
- El Miguelete (Cara y cruz de un arroyo) (1952)
- Tema de enfermedad y muerte (1953)
- Piedra eterna (1954). Incompleta. Fragmentos sin editar
- La mirada de "Los últimos charrúas" (1954)
- Tal vez mañana (1966)
- Montevideo hoy (sinopsis previa a "Montevideo ROU",1968-1972: película incautada)

### Guionista
"Montevideo, radiografía estival" (guion, 1951)
"Piedra eterna", y documentales varios (guiones, 1961-1962)

### Montajista
Avenida 18 de julio (montaje, 1952)